# Ken Read
Kenneth John „Ken” Read (ur. 6 listopada 1955 w Ann Arbor) – kanadyjski narciarz alpejski.

## Kariera
Zajął piąte miejsce w zjeździe na igrzyskach olimpijskich w Innsbrucku w 1976. Zajął też 14. miejsce w tej samej konkurencji na mistrzostwach świata w Schladming w 1982 roku. Pierwsze punkty w zawodach Pucharu Świata zdobył 19 stycznia 1975 roku w Kitzbühel, zajmując dziewiąte miejsce w kombinacji. Na podium zawodów tego cyklu pierwszy raz stanął 7 grudnia 1975 roku w Val d’Isère, wygrywając rywalizację w zjeździe. W zawodach tych wyprzedził Włocha Herberta Planka i Bernharda Russiego ze Szwajcarii. W kolejnych startach jeszcze trzynaście razy plasował się w czołowej trójce, odnosząc przy tym jeszcze cztery zwycięstwa: 11 lutego 1978 roku w Chamonix, 10 grudnia 1978 roku w Schladming, 12 stycznia 1980 roku w Kitzbühel i 18 stycznia 1980 roku w Wengen był najlepszy w zjeździe. W sezonie 1979/1980 zajął 11. miejsce w klasyfikacji generalnej, a w klasyfikacji zjazdu był drugi (za Szwajcarem Peterem Müllerem).
Jego brat Jim Read oraz synowie: Erik i Jeffrey także zostali narciarzami alpejskimi. Jego bratanek Stefan Read był reprezentantem Kanady w skokach narciarskich.

## Osiągnięcia

### Igrzyska olimpijskie
| Miejsce | Dzień     | Rok  | Miejscowość | Konkurencja | Czas biegu | Strata | Zwycięzca      |
| ------- | --------- | ---- | ----------- | ----------- | ---------- | ------ | -------------- |
| 5.      | 5 lutego  | 1976 | Innsbruck   | Zjazd       | 1:45,73    | +1,10  | Franz Klammer  |
| DNF2    | 10 lutego | 1976 | Innsbruck   | Gigant      | 3:26,97    | -      | Heini Hemmi    |
| DNF1    | 14 lutego | 1976 | Innsbruck   | Slalom      | 2:03,29    | -      | Piero Gros     |
| DNF     | 14 lutego | 1980 | Lake Placid | Zjazd       | 1:45,50    | -      | Leonhard Stock |

### Mistrzostwa świata
| Miejsce | Dzień     | Rok  | Miejscowość | Konkurencja | Czas biegu | Strata | Zwycięzca       |
| ------- | --------- | ---- | ----------- | ----------- | ---------- | ------ | --------------- |
| 5.      | 5 lutego  | 1976 | Innsbruck   | Zjazd       | 1:45,73    | +1,10  | Franz Klammer   |
| DNF2    | 10 lutego | 1976 | Innsbruck   | Gigant      | 3:26,97    | -      | Heini Hemmi     |
| DNF1    | 14 lutego | 1976 | Innsbruck   | Slalom      | 2:03,29    | -      | Piero Gros      |
| DNF     | 14 lutego | 1980 | Lake Placid | Zjazd       | 1:45,50    | -      | Leonhard Stock  |
| 14.     | 6 lutego  | 1982 | Schladming  | Zjazd       | 1:55,10    | +2,08  | Harti Weirather |

### Puchar Świata

#### Miejsca w klasyfikacji generalnej
- sezon 1974/1975: 49.
- sezon 1975/1976: 24.
- sezon 1976/1977: 58.
- sezon 1977/1978: 11.
- sezon 1978/1979: 22.
- sezon 1979/1980: 11.
- sezon 1980/1981: 38.
- sezon 1981/1982: 17.
- sezon 1982/1983: 23.

#### Miejsca na podium
1. Val d’Isère – 7 grudnia 1975 (zjazd) – 1. miejsce
2. Chamonix – 11 lutego 1978 (zjazd) – 1. miejsce
3. Schladming – 10 grudnia 1978 (zjazd) – 1. miejsce
4. Val Gardena – 17 grudnia 1978 (zjazd) – 3. miejsce
5. Crans-Montana – 14 stycznia 1979 (zjazd) – 3. miejsce
6. Kitzbühel – 12 stycznia 1980 (zjazd) – 1. miejsce
7. Wengen – 18 stycznia 1980 (zjazd) – 1. miejsce
8. Wengen – 19 stycznia 1980 (zjazd) – 2. miejsce
9. Val d’Isère – 7 grudnia 1980 (zjazd) – 2. miejsce
10. Crans-Montana – 21 grudnia 1981 (zjazd) – 3. miejsce
11. Kitzbühel – 15 stycznia 1982 (zjazd) – 3. miejsce
12. Kitzbühel – 16 stycznia 1982 (zjazd) – 3. miejsce
13. Kitzbühel – 22 stycznia 1983 (zjazd) – 3. miejsce